# Tokyo Midtown
Tokyo Midtown (jap. 東京ミッドタウン Tōkyō Middotaun) – wieżowiec w Tokio, w dzielnicy Minato, w Japonii o wysokości 248 metrów. Budynek otwarto w 2007 roku, posiada 54 kondygnacje.